# هلموت رهنر
هلموت رهنر (انگلیسی: Helmut Rahner؛ زادهٔ ۲۹ مارس ۱۹۷۱) بازیکن فوتبال اهل آلمان است.
از باشگاه‌هایی که در آن بازی کرده‌است می‌توان به باشگاه فوتبال کیلمارنوک، باشگاه فوتبال رجانا، باشگاه فوتبال اوردینگن ۰۵، باشگاه فوتبال روت‌وایس اسن، باشگاه فوتبال بلاو-وایس ۹۰ برلین، باشگاه فوتبال رجینا، و باشگاه فوتبال نورنبرگ اشاره کرد.